# Soulaire-et-Bourg
Soulaire-et-Bourg is een gemeente in het Franse departement Maine-et-Loire (regio Pays de la Loire). De plaats maakt deel uit van het arrondissement Angers. Soulaire-et-Bourg telde op 1 januari 2022 1.477 inwoners.

## Geografie
De oppervlakte van Soulaire-et-Bourg bedroeg op 1 januari 2022 18,08 vierkante kilometer; de bevolkingsdichtheid was toen 81,7 inwoners per km².

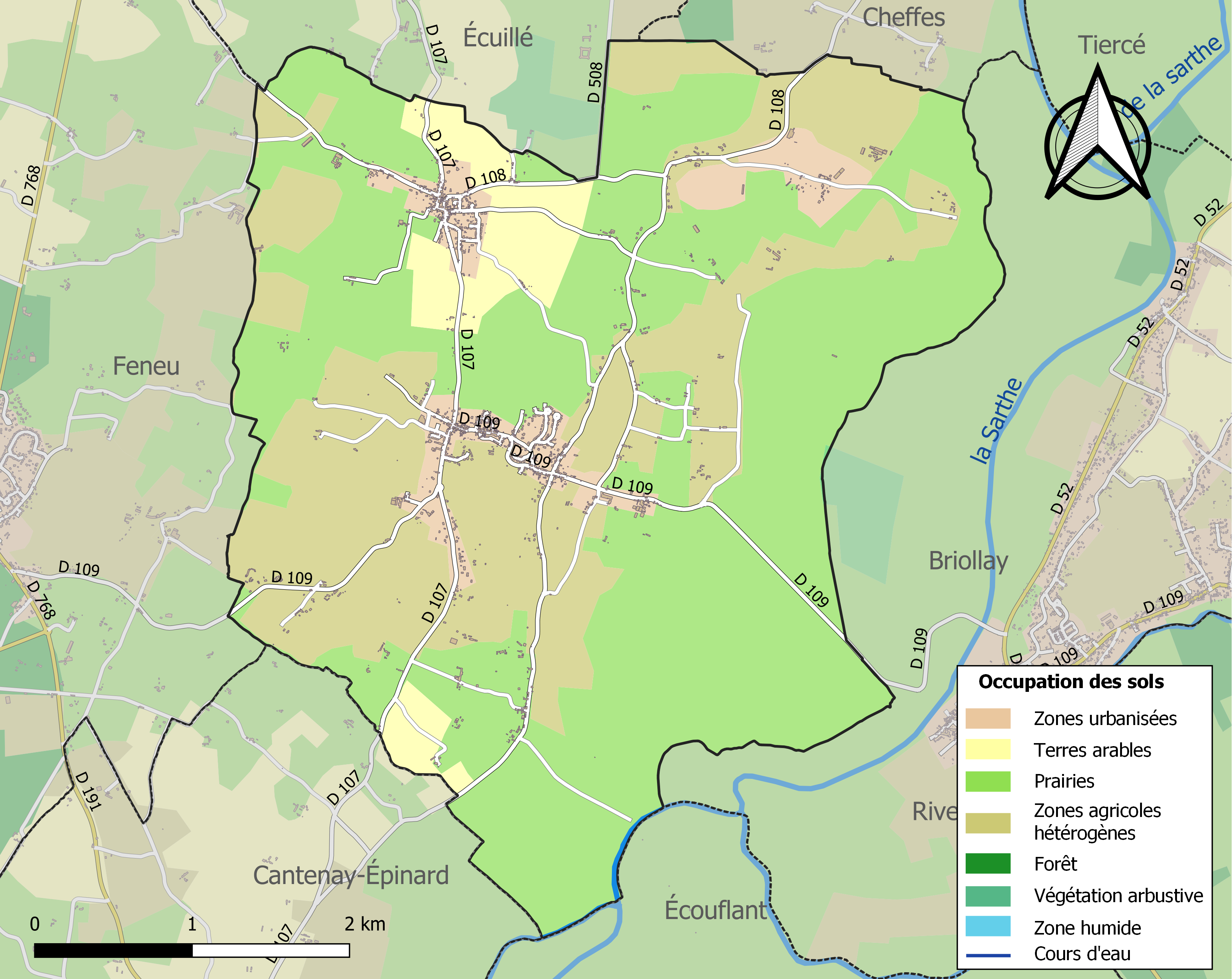
Kaart van de gemeente met de belangrijkste infrastructuur, bodemgebruik en omliggende gemeenten

## Demografie
Onderstaande figuur toont het verloop van het inwonertal (bron: INSEE-tellingen).